# امیلیا نوا
امیلیا نوا (انگلیسی: Emilia Nova؛ زادهٔ ۲۰ اوت ۱۹۹۵) ورزشکار دو و میدانی اهل اندونزی است.